# Klooster Břevnov
Het klooster Břevnov (Tsjechisch: Břevnovský klášter en Duits: Stift Breunau) is een klooster van de Orde der Benedictijnen in de Tsjechische hoofdstad Praag. Onderdeel van het klooster, gelegen in de wijk Břevnov, is de Sint-Margarethakerk.

## Geschiedenis
Het klooster werd in het jaar 993 gesticht door Adalbert van Praag en Boleslav II van Bohemen. Het werd het eerste monnikenklooster in Bohemen. De monniken werden in eerste instantie overgebracht vanuit het Klooster Niederaltaich in Beieren. In de 11e eeuw werd een romaans kerkgebouw gebouwd. De muren van de drieschepige crypte is bewaard gebleven. Deze werden in 1969 opgegraven onder het altaar van de barokke kloosterkerk. Eerst werd op deze locatie, in de 13e eeuw, nog een gotische kerk gebouwd. Na de Dertigjarige Oorlog werd deze kerk omgebouwd naar barokstijl.
Tijdens de Tweede Wereldoorlog werd een deel van het kloostergebouw door de Wehrmacht bezet. Na de oorlog, in het jaar 1950, werd het klooster door de communistische regering van Tsjecho-Slowakije in beslag genomen. Na de Fluwelen Revolutie van 1989 werd het weer teruggegeven aan de Benedictijnen. Na een renovatie kon in 1993 het 1000-jarig jubileum gevierd worden. Voor deze gelegenheid bracht paus Johannes Paulus II een bezoek aan het klooster in Břevnov.